# Dudek Triumph Streamliner
Der Dudek Triumph Streamliner war ein amerikanisches Stromlinienmotorrad mit dem 1962 von William A. Johnson während der Bonneville Speed Weeks mehrere Geschwindigkeitsrekorde erzielt wurden, darunter mit 361,41 km/h der absolute Motorrad-Geschwindigkeitsrekord.
Der Erbauer Joe Dudek arbeitete bei North American Aircraft und orientierte sich bei der Formgebung des Motorrads an dem Raketenflugzeug X-15. Seit 1956 erhoben zwei Fahrer den Anspruch, Rekordhalter zu sein: Wilhelm Herz war mit der NSU Delphin III 339 km/h schnell gewesen und anerkannt von der FIM. Kurz darauf erreichte Johnny Allen auf der Texas Ceegar 345 km/h, jedoch ausschließlich mit der Anerkennung der AMA.

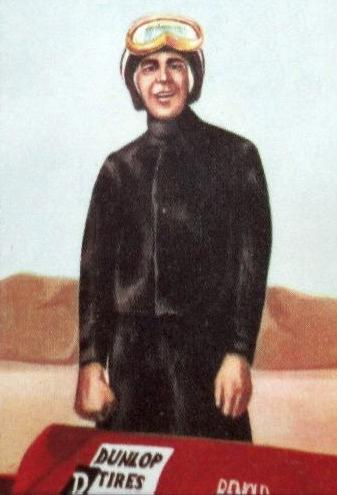
William A. „Bill“ Johnson neben dem Dudek Triumph Streamliner.

„Bill“ Johnson (nicht zu verwechseln mit dem gleichnamigen Gründer von Johnson Motors) konnte hingegen die Anerkennung beider Verbände verbuchen. Sein Rekord hielt bis 1966, als Robert Leppan mit der Gyronaut X-1 im Schnitt auf 395 km/h kam. Allerdings verwendete jener zwei 650er-Triumph-Motoren, was ihn um die Anerkennung der FIM brachte, die das Limit bei 1000 cm³ Hubraum festgesetzt hatte. Nächster offizieller Rekordbrecher wurde 1970 mit zwei 350er Yamaha-Motoren und 405 km/h Don Vesco.
1974 wurde der Dudek Triumph Streamliner durch ein Feuer zerstört.

## Technische Daten
Das Motorrad war 4,75 m lang und hatte einen Rohrrahmen mit Fiberglas-Verkleidung. Der leistungsgesteigerte Zweizylinder-Viertaktmotor einer Triumph Bonneville T 120 hatte einen Hubraum von 667 cm³.